# Smaragdesthes
Smaragdesthes is een geslacht van kevers uit de familie bladsprietkevers (Scarabaeidae). Het geslacht werd voor het eerst wetenschappelijk beschreven in 1880 door Ernst Gustav Kraatz.

## Soorten
- Smaragdesthes africana (Drury, 1773)
- Smaragdesthes cinctipennis Moser, 1903
- Smaragdesthes conjux (Harold, 1880)
- Smaragdesthes guerini Janson, 1888
- Smaragdesthes monoceros (Gory & Percheron, 1833)
- Smaragdesthes simils Moser, 1907
- Smaragdesthes suturalis (Fabricius, 1775)
- Smaragdesthes viridicyanea (Palissot de Beauvois, 1805)